# 백야 (1968년 영화)
"백야"는 1968년 공개된 대한민국의 영화이다.

## 배역
- 신성일
- 남정임
- 문희
- 박암
- 한은진
- 최성호
- 이수련
- 김정훈
- 김웅
- 나정옥
- 박미봉
- 박혜숙